# رائد زيدان
رائد إسماعيل قدوره زيدان (بالإنجليزية: Raed Zidan)‏‏ (20 أكتوبر 1971 في الكويت - ) هو كويتي فلسطيني، كان أول فلسطيني يصل لقمة جبل إفرست وأول فلسطيني يصل إلى قمم الجبال السبعة.

## النشأة
ولد زيدان في الكويت لعائلة فلسطينية من بلدة كفر لاقف بمحافظة قلقيلية شمال غرب الضفة الغربية بدولة فلسطين.

## تسلق جبل إفرست
رائد زيدان هو متسلق جبال، وأول فلسطيني يصل إلى قمم الجبال السبعة بما في ذلك فينسون ماسيف في القارة القطبية الجنوبية وجبل كليمنجارو وأكونكاجوا في الأرجنتين. كان زيدان جزءًا من مجموعة مكونة من أربعة أعضاء تسمى عرب الارتفاعات، والتي تضمنت أول امرأة سعودية رها محرق، وأول رجل قطري، الشيخ محمد آل ثاني والإيراني، مسعود محمد، والتي وصلت إلى قمة جبل إفرست في مايو 2013.

## أوسمة
- في 23 ديسمبر 2013، قلد رئيس دولة فلسطين محمود عباس المتسلق رائد زيدان ميدالية الاستحقاق والتميز الذهبية.[4]